# Габай

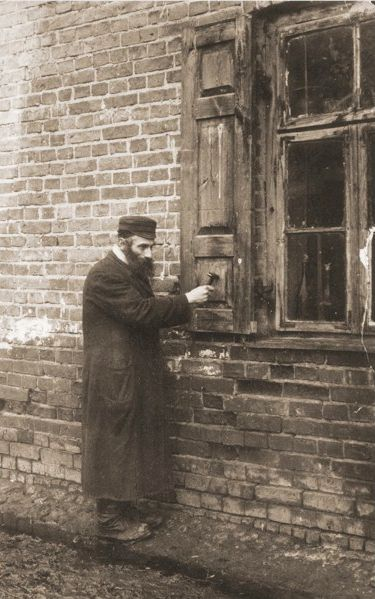
Габбай в місті Бяла-Подляска (Польща,1926)

Габай (івр. גַּבַּאי, від גבה — `стягувати платежі`) — посадова особа в єврейській громаді або караїмській релігійній громаді, синагозі або кенасі, яка курує організаційними та грошовими справами.